# حارة سيف بن ذي يزن (صنعاء)
حارة سيف بن ذي يزن هي إحدى حارات حي شعوب بمديرية شعوب إحد مديريات العاصمة اليمنية صنعاء، بلغ تعداد سكانها 2692 نسمة حسب تعداد اليمن لعام 2004.